# Kurt Georg Kiesinger
Kurt Georg Kiesinger, född 6 april 1904 i Ebingen, Württemberg, död 9 mars 1988 i Tübingen, Baden-Württemberg, var en tysk politiker (CDU) och (NSDAP) som var Västtysklands förbundskansler 1966-1969.

## Biografi
Kiesinger växte upp i Ebingen i Württemberg och studerade i Rottweil, Tübingen och Berlin. I Berlin studerade Kiesinger pedagogik, juridik, litteratur och filosofi. Efter att ha avlagt juristexamen 1933 verkade han vid Kammergericht i Berlin 1935–1940. Kiesinger vad medlem i NSDAP från 1933, och hade mellan 1940 och 1945 poster inom utrikesministeriet som vid tiden styrdes av Joachim von Ribbentrop.  
I samband med krigsslutet hamnade han i amerikansk fångenskap i Ludwigsburg, men släpptes och återgick till sitt arbete som åklagare. Han kom att engagera sig inom CDU och blev i valet 1949 invald som ledamot i Förbundsdagen samt fanns med i partistyrelsen. 1958 blev han ministerpresident i Baden-Württemberg och blev där känd som en flitig värd för olika mottagningar, bland annat besökte den brittiska drottningen Elizabeth II delstaten. 
Kiesinger ledde Västtysklands första stora koalition mellan CDU/CSU och SPD. Han efterträdde Ludwig Erhard 1966 och hans tid vid makten kännetecknas av glappet mellan den äldre och yngre generationen där studentrevolten fick ett av sina större genomslag i Västtyskland med stora demonstrationer och framväxten av Außerparlamentarische Opposition (APO). En av de centrala motsättningarna rörde införandet av de tyska undantagslagarna (Notstandsgesetze). 

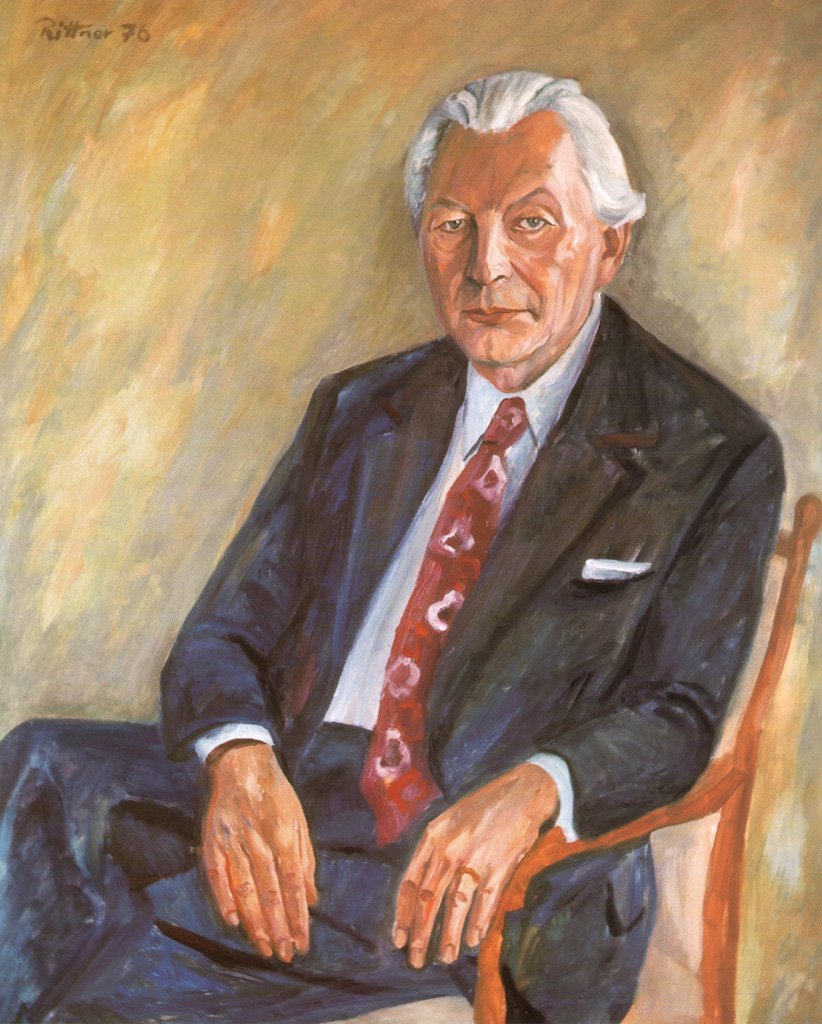
Kurt Georg Kiesinger- Målare: Günter Rittner

När Kiesinger tillträdde som förbundskansler orsakade hans nazistiska förflutna stora protester i Västtyskland och internationellt. Kiesinger fick flera gånger förklara sitt förflutna, och det var tydligt att det var en del av konflikten med APO-rörelsen. Han utsattes även för en uppmärksammad attack av journalisten och nazistjägaren Beate Klarsfeld som gav honom en örfil och kallade honom för nazist på CDU:s partistämma 1968. Hon gjorde detta på franska och när hon efter det blev bortförd av två vakter, upprepade hon orden på tyska: ”Kiesinger! Nazi! Abtreten!” ("Kiesinger! Nazist! Avgå!"). Ända fram till sin död vägrade Kiesinger att kommentera denna händelse. Några andra av hans prominenta kritiker var författarna Heinrich Böll och Günter Grass som 1966 skrev ett öppet brev till Kiesinger där de klargjorde att de inte accepterade hans styre, medan filosofen Karl Jaspers, som redan bodde i Schweiz, i protest mot Kiesinger sade upp sitt tyska medborgarskap. 
Efter valet 1969 tog en socialliberal koalition mellan SPD och FDP över regeringsmakten. Kiesinger fortsatte som CDU-ledare fram till 1971. 1980 lämnade Kiesinger sin plats i Förbundsdagen.